# 2006年3月

## 3月31日
- 中華民國行政院農業委員會審查小組以「準備不足」為由拒絕中國大陸贈送的一對熊貓。 維基新聞
- 日本駐上海總領事館負責機密文書通訊的「電信官」於2004年5月留下遺書自殺身亡，該遺書被《讀賣新聞》披露。中時電子報[永久]

## 3月30日
- 美國和歐盟首次聯合向世界貿易組織（WTO）投訴，指責中國對進口汽車零部件維持非法貿易壁壘。中時電子報[永久]

## 3月29日
- 中国爱滋病维权人士胡佳获释，但是警方否认曾经拘押过胡佳。BBC中文网（页面存档备份，存于）
- 香港衛生防護中心證實首宗由外地傳入的基孔肯雅病的個案。明報即時新聞
- 以色列第十七屆國會選舉結果揭曉，代總理領導的「前進黨」贏得最多席次，將籌組新政府。中時電子報[永久]
- 接受奈及利亞庇護的前賴比瑞亞總統查尔斯·泰勒在奈及利亞與喀麥隆接壤的邊境被奈及利亞軍警逮捕，奈及利亞當局隨即以專機將泰勒遞解回賴比瑞亞。中時電子報[永久]
- 非洲、土耳其和俄罗斯部分地区可见日全蝕现象。國際在線[永久]

## 3月28日
- 美國總統喬治·布殊任命喬舒亞·博爾滕為新的白宮辦公廳主任。新浪網
- 《第一财经日报》透露，截至2006年2月底，中国外汇储备规模为8537亿美元，超过日本，跃居世界第一位。东方网（页面存档备份，存于）
- 日内瓦世界经济论坛发表2005年全球信息产业排名：美国夺冠、台湾第七、香港第十一、中国大陸下降九位跌到第50名。金融时报（页面存档备份，存于）
- 法國出現數十年來最大的其中一次全國性罷工抗議，至少有上百萬民眾在各地示威，以敦促政府放棄首次雇用合約（CPE）法。 雅虎新聞
- 中華人民共和國駐義大利大使館發表書面聲明指出，義大利總理貝魯斯柯尼日前烹嬰說的指責「毫無根據」，這些言論將影響兩國關係。中時電子報[永久]

## 3月27日
- 烏克蘭總統尤申科在國會大選中遭逢慘敗，前總理亞努科維奇的親俄派「區域黨」成為最大贏家。中時電子報[永久]
- 改信基督教的阿富汗男子拉曼，被阿富汗免除死刑後獲得義大利政治庇護。中時電子報[永久]

## 3月26日
- 梵蒂岡當局證實，教宗本篤十六世已去信阿富汗總統卡賽，請求他赦免一名因改信基督教面臨死刑命運的男子。中時電子報[永久]
- 乌克兰举行最高拉达选举投票。新华网（页面存档备份，存于）

## 3月25日
- 十大鞋王结盟联合抗击欧盟反倾销税。中国-东盟资讯网
- 中华人民共和国财政部部长金人庆和日本财务大臣谷垣祯一在北京举行首次对话。BBC中文网（页面存档备份，存于）
- 香港渔护署表示，较早前在天水围捡获的游隼经多项测试后，证实对H5N1病毒测试呈阳性反应。BBC中文网
- 數萬名泰國反對黨的支持者聚集在他信總理位於曼谷的辦公室附近，希望迫使他信自動辭職，並說服泰王蒲美蓬出面干預。自由電子報
- 多達五十萬名抗議人士走上美國洛杉磯街頭，要求當局特赦非法移民，同時反對國會立法緊縮美國的移民政策。自由電子報

## 3月24日
- 中華人民共和國衛生部證實，上海市確診一例人感染高致病性禽流感病例，這是上海市第一起人感染禽流感案例，也是中國確診的第十六例人感染禽流感病例。中時電子報[永久]
- 为了抗议白俄罗斯总统大选中出现舞弊以及政府压制反对党的行为，欧盟各国国家和政府首脑决定对白俄罗斯采取制裁措施。德国之声中文网
- 白俄罗斯外交部抨击欧盟以及美国对其进行制裁的决定，并威胁将予以还击。新华网
- 教皇本篤十六世在聖彼德大教堂召开红衣主教全体大会，新任命了15名红衣主教，其中有三名来自亚洲，包括香港教区主教陈日君。德国之声中文网（页面存档备份，存于）
- 南韓總統盧武鉉提名執政黨「開放國民黨」籍女性國會議員韓明淑出任總理，以接替上周因「打高爾夫事件」引咎辭職的李海瓚遺缺。中時電子報[永久]
- 台灣全面檢討WHO的「公共衛生圖示」，發現有愛滋病、狂犬病、瘧疾等疾病仍被錯誤標示疫情與中國相同；行政院衛生署致函WHO，要求更正錯誤的疫情資訊。自由電子報

## 3月23日
- 挪威科学院宣布将有数学诺贝尔奖之称的阿贝尔奖授予瑞典数学家里纳特·卡尔松，奖励他“在调和分析和光滑动力系统方面深刻和重大的贡献”。图灵网
- 欧盟批准对中国大陆、越南出产的皮鞋征收反倾销税。美国之音中文网
- 中国人民银行宣布将扩大人民币汇率的浮动空间。新华网（页面存档备份，存于）
- 中华人民共和国外交部发言人秦刚表示，中方坚决反对日本修订联合国会费比额的建议。新华网（页面存档备份，存于）
- 日本政府暂时冻结2005财政年度对华日元贷款。BBC中文
- 雖然美國和欧盟一致不承認白俄羅斯總統大選結果，但中华人民共和国主席胡錦濤致電魯卡先科，祝賀他“再度當選”白俄羅斯總統。中時電子報[永久]

## 3月22日
- 前西非开发银行行长亚伊·博尼赢得2006年贝宁总统选举。新华网 Archive.today的存檔，存档日期2013-04-28
- 西班牙巴斯克民族和自由組織宣布本月24日起永久停火，他們在近四十年的爭取獨立而作的恐怖襲擊中造成八百人死亡。巴斯克民族和自由組織在1990年代也曾兩次宣布停火，但結果停火令瓦解，所以政界人士敦促政府要小心。明報新聞網
- 中華民國總統陳水扁接見巴拿馬國會第一副議長魯畢歐時，表達希望台灣能參與協助巴拿馬運河擴建案的意願。中時電子報[永久]
- 台灣在野黨中國國民黨主席馬英九展開華府拜會行程，下午拜會美國國務院副國務卿罗伯特·佐利克，並會晤白宮副國家安全顧問柯羅契。中時電子報[永久]
- 美国国会重要参议员组团访问北京，敦促实行人民币汇率浮动，遭到中国大学生反驳。华盛顿邮报（页面存档备份，存于）

## 3月21日
- 俄罗斯总统普京访问中国，会见胡锦涛，两国签署“15个合作文件”。中俄达成能源合作协议，俄罗斯将向中国供应天然气。（新华社）（页面存档备份，存于）搜狐（页面存档备份，存于）
- 曼谷著名景点四面佛被毁。光明网（页面存档备份，存于）自由電子報
- 巴基斯坦首次出现H5N1禽流感病毒。巴基斯坦西北部两农场的鸡只被检测出感染了该病毒，两农场已因此被封。

## 3月20日
- 首屆世界棒球經典賽冠軍戰在美國南加州聖地牙哥舉行，日本隊以10比6擊敗古巴隊獲得冠軍，該隊投手松坂大輔獲得大會MVP。自由電子報聯合新聞網
- 2006年白俄罗斯总统选举，卢卡申科再次当选白俄罗斯共和国总统，没有发生西方国家所鼓励的颜色革命的迹象。美国和欧盟拒绝承认白俄罗斯总统选举结果，两者均指责卢卡申科“违背了民主原则并侵犯人权”，并威胁称，如果发现大选中存在欺诈行为，将对卢卡申科采取相应制裁措施。新华网（页面存档备份，存于）BBC中文网（页面存档备份，存于）VOA新浪网（页面存档备份，存于）

## 3月19日
- 哈马斯领导人哈尼亚向巴勒斯坦民族权力机构主席阿巴斯提交新内阁名单。BBC中文网（页面存档备份，存于）

## 3月18日
- 世界各地反战人士在伊拉克战争三周年之际举行示威游行要求美英撤军。BBC中文（页面存档备份，存于）
- 美國國務卿萊斯與澳洲、日本外長呼籲中國在亞太地區扮演建設性角色。自由電子報中時電子報[永久]
- 台灣發起了「護民主、反併吞」大遊行，主辦單位估計人數超過二十萬人，較目標多出了一倍。自由電子報東森新聞網（页面存档备份，存于）
- 法国各地反对新劳工法案抗议活动规模扩大，共有约150万人参加了抗议活动。新华网联合早报（页面存档备份，存于）
- 《紐約時報》發表編輯說明，表示他們對美軍虐囚事件中被害人蓋西堅稱他是照片中人未做適當求證，且他們也沒有找美國軍方確認。中時電子報[永久]東森新聞網（页面存档备份，存于）
- 中国吉林省延边朝鲜族自治州延吉市新侨饭店发生火灾，导致5人遇难，2人受伤[1]。

## 3月17日
- 中国在关押《纽约时报》新闻助理赵岩一年半后撤销指控他的所有罪名，但赵岩尚未获释。BBC中文（页面存档备份，存于）VOA中文
- 香港尖沙咀廣東道與柯士甸道交界，發生警匪槍戰，兩名警員在行人隧道內截查可疑男子時，疑匪拔槍反抗，與警員駁火，一名警員及疑匪送院搶救不治，另一名警員腳部中槍。疑匪證實為現役警員，他使用的手槍疑是五年前槍殺警員梁成恩的警槍。明報新聞網
- 中学青年教师任自元因在互联网上发表文章试图成立组织，被山东省济宁市中级人民法院以颠覆国家罪判处有期徒刑十年。BBC中文网[]、博讯新闻网（页面存档备份，存于）、自由亚洲电台[]、德国之声
- 日本外務大臣麻生太郎在參議院預算委員會上就前中華民國總統李登輝即將訪日一事表示，不會成為問題。法務大臣杉浦正健也說，日本政府將比照一般台灣觀光客免簽證方式處理。自由電子報
- 台灣大同公司董事長林挺生請辭，林蔚山接任董事長兼任總經理。

## 3月16日
- 二十五萬法國學生在全國八十個城鎮發動大規模示威，抗議政府通過「第一就業契約法」威脅青年工作權，示威並演變成暴力衝突。自由電子報
- 中国公民向俄罗斯远东地区大规模非法移民，俄国政府高度关注。VOA中文
- 正在澳洲訪問的美國國務卿萊斯，和澳洲外長唐納舉行會談。中時電子報[永久]
- 美國與伊拉克聯軍對伊國首都巴格達北邊一百廿五公里處萨马拉的武裝反抗勢力據點發動大規模空襲。中時電子報[永久]
- 荷兰精神病学专家经过检查后发表一份报告说，在中国的精神病院被关押13年之久的政治异见人士王万星没有精神病。自由亚洲电台[]

## 3月15日
- 全世界最大的基因库“开张”，开始逐步收集50万人的DNA样本及其他医学数据。这个基因库位于英国，叫做“生命银行”（Biobank）。广州日报
- 台灣阿里山櫻花季展開。台灣鐵道網[]
- 在香港特區政府的介入下，田北辰答應留任九廣鐵路公司主席。Yahoo香港
- 在国际消费者权益日，中国消费者协会公布了2005年度十大不平等格式条款，打折商品不退换位居榜首。新浪（页面存档备份，存于）
- 第十八届英联邦运动会在澳大利亚墨尔本开幕。新华网
- 联合国大会通过决议设立联合国人权理事会。新浪（页面存档备份，存于）
- 曾因政治指控被关押15年的西藏女僧人平措尼珍在对话基金会协助下获准前往美国。BBC中文网（页面存档备份，存于）、德国之声、VOA News（页面存档备份，存于）

## 3月14日
- 全球最大的自由百科全書——維基百科，其中文版籌備第一屆中文維基年會，香港經過討論及遴選獲得主辦權。 中文維基百科新聞稿
- 韩国总理李海瓒因“高尔夫球丑闻”向总统卢武铉提出辞职。新华网（页面存档备份，存于）
- 泰國政治情勢持續動盪，反對派發動數萬人遊行到總理府，要求塔克辛下台。自由電子報
- 委內瑞拉總統宣布採用新國旗。

## 3月13日
- 日本推出“设定安理会常任理事国最低会费标准”案，遭到中俄等国反对。易网
- 中国自主研发的L15猎鹰高级教练机首飞成功。新华网（页面存档备份，存于）
- 内蒙古鄂尔多斯市鄂托克旗荣盛煤矿发生瓦斯爆炸，21名矿工遇难。BBC中文网（页面存档备份，存于）、自由亚洲电台[]、自由亚洲电台[]

## 3月12日
- 委內瑞拉總統宣佈採用新國旗，國徽上的白馬從「向右奔跑，回頭左望」成為「向左奔跑」。中時電子報[永久]
- 第20届瑞士弗里堡国际电影节在瑞士西部城市弗里堡拉开帷幕。新华网 Archive.today的存檔，存档日期2013-04-28
- 香港九廣鐵路公司主席田北辰向行政長官曾蔭權呈辭。明報新聞網
- 湖南省郴州市永兴县高坪煤矿发生瓦斯爆炸事故，造成11名矿工遇难。自由亚洲电台[]

## 3月11日
- 法國鎮暴警察凌晨衝進巴黎的索邦大學，用催淚瓦斯與警棍驅逐約四百名佔據這所名校的學運人士。這些學生為抗議國會九日通過的新勞動法將使年輕勞工更無保障，連日來據守此處。自由電子報

## 3月10日
- 美國首位女性內政部長蓋爾·諾頓宣布辭職。BBC中文網（页面存档备份，存于）
- 世界衛生組織公開說明，台灣沒有任何人類或家禽感染H5N1禽流感病例，不是傳染區；釐清了台灣被劃為傳染區的部分問題，但WHO禽流感地圖爭議目前尚無解決方案。自由電子報
- 美国国家航空航天局发射的火星侦察轨道器抵达火星，进入环火星轨道。BBC中文（页面存档备份，存于） 新华网 Archive.today的存檔，存档日期2013-04-28
- 意大利总理贝卢斯科尼被控贪污，意大利卫生部部长弗朗切斯科·斯托拉切因窃听事件辞职。BBC中文（页面存档备份，存于） 人民网（页面存档备份，存于）
- 在拉萨冲突47周年纪念日（流亡藏人社区称西藏人民起义日）讲话中，流亡中的达赖喇嘛首次亲自公开表达了他访问中国、赴五台山朝圣的愿望。BBC新闻（页面存档备份，存于）自由亚洲电台[]德国之声
- 人权观察称，中国地方政府拘押了一些因输血而感染艾滋病的上访者。美国之音、自由亚洲电台[]

## 3月9日
- 法属留尼旺岛全面暴发基孔肯雅病。新华网 Archive.today的存檔，存档日期2013-04-28番薯藤新聞網（页面存档备份，存于）
- 世界衛生組織（WHO）的「H5N1禽流感全球及國家圖」將「禽流感清境區」的台灣與中國同樣劃為感染區，台灣政府向WHO秘書處提出抗議。中時電子報[永久]東森新聞網（页面存档备份，存于）
- 中国大陆著名人文思想网站爱琴海网（页面存档备份，存于），被浙江省新闻办、信息管理局以刊登了大量“非法信息”为由，而强行关闭。博讯新闻网（页面存档备份，存于）、自由亚洲电台[]
- 驻伊拉克美军发言人宣布，曾爆发虐囚门事件的阿布·格莱布监狱即将被关闭。伊拉克司法部官员表示监狱将被改用作仓库。人民网（页面存档备份，存于） 中国日报
- 卡西尼—惠更斯号在土星附近探测到土卫二上可能有液态水的迹象。央视国际（页面存档备份，存于）

## 3月8日
- 中国有关部门证实，浙江省一名九岁女童感染禽流感于3月6日死亡。另一名感染禽流感的六岁男童，经过隔离治疗后，在几天前痊愈出院。BBC中文网[]自由電子報
- 美国国务院发布《2005年国别人权报告》，中国国务院发布《2005年美国的人权纪录》以示报复。美国之音新华网（页面存档备份，存于）BBC中文网（页面存档备份，存于）自由電子報
- 台湾行政院通过将一年前北京制定“反分裂国家法”的日子（3月14日）定为台湾的“反侵略日”。BBC中文网（页面存档备份，存于）自由電子報
- 北韓在鄰近中國邊界處發射兩枚地對空飛彈，這些飛彈最後可能都落在北韓境內。自由電子報

## 3月7日
- 被中国媒体称为“神五功臣”的中国运载火箭技术研究院原院长厉建中，被查出贪污受贿300多万元人民币，并与财务部结算中心主任张玲英共同挪用公款达1亿多人民币，上午由北京市一中院判以无期徒刑，张玲英被判有期徒刑20年。BBC中文网（页面存档备份，存于）、中新网（页面存档备份，存于）

## 3月6日
- 中国和日本就东海油气田问题在北京展开谈判。联合早报（页面存档备份，存于）
- “反战母亲”辛迪·希恩在美国纽约联合国总部前反战请愿中被警察逮捕。新浪网（页面存档备份，存于）
- 委內瑞拉共和國總統查維茲指控美國企圖綁架他，並在幕後煽動委國產油區獨立後，委國有一百五十萬民兵已展開集訓，預備與一旦來犯的美軍大打游擊戰。中時電子報[永久]

## 3月5日
- 中国卫生部发出通报说，广州一名32岁的男子已被确认死于禽流感（3月2日）。中国已有9人确认死于禽流感。BBC中文网（页面存档备份，存于）、自由亚洲电台[]
- 中华人民共和国十届人大四次会议在北京召开。中国国务院总理温家宝在开幕致词中表示，要将增加对农村地区的投入，缩小城乡差距。此次人大会议搁置《物权法》草案的举动，被认为是改革派向保守派倾斜。德国之声、德国之声（页面存档备份，存于） 中国政府网（页面存档备份，存于）
- 電影《冲击效应》奪得第78屆奧斯卡金像獎最佳電影獎，台灣導演李安憑《斷背山》奪得最佳導演獎。明報即時新聞 明報即時新聞
- 基地組織第二號人物札瓦希利在電視上公開呼籲哈瑪斯繼續對抗以色列，不要妥協。這項呼籲隨即被哈瑪斯領導人婉拒。中時電子報[永久]

## 3月4日
- 世界文化遗产山西平遥古城西门北约400米处的古城墙再次发生坍塌。解放日报

## 3月3日
- 世界棒球經典賽四個組別當中，A組（亞洲區）預賽首先開打。第一戰由韓國隊對中華隊。自由時報聯合新聞網（页面存档备份，存于）
- 歐盟執行委員會證實，瑞典出現第一起「牛腦海綿狀病變」（俗稱狂牛症）。自由電子報
- 美國國防部根據法庭命令，公佈被拘留於美軍關達納摩灣基地內的三百多名外籍恐怖攻擊嫌犯的姓名與國籍。自由電子報

## 3月2日
- 美国科学家在英国《自然》杂志上报告说，他们在秘鲁发现的考古证据表明，早在4000年前安第斯山的居民就开始种植和食用玉米，这比此前的估计早了1000多年。新华网 Archive.today的存檔，存档日期2013-04-28
- 韩朝第三次将军级军事会谈在板门店开始举行。新华网（页面存档备份，存于）
- 印度和美国签署民用核技术合作协议。新华网BBC中文网（页面存档备份，存于）
- 美国驻巴基斯坦卡拉奇领事馆附近发生爆炸，至少４人死亡，其中包括一名美国外交官，另有４９人受伤。新华网 Archive.today的存檔，存档日期2013-04-28
- 意大利国会下属负责调查冷战机密的委员会经过调查认定，前苏联领导人幕后主使了1981年前教皇保罗二世被刺事件。對於這份報告，俄國國外情報局發言人拉布索夫直斥「完全荒唐」。BBC中文网（页面存档备份，存于）自由電子報
- 維基百科英文版文章總數破百萬源碼報報

## 3月1日
- 日本交通部门在仙台市首次公开实地测试了一辆世界上速度最快的电气列车。最快速度达到了每小时366公里。国际在线（页面存档备份，存于）
- 冰点复刊，登载了一篇《反帝反封是近代中国历史的主题》，以作为对袁伟时撰写的《现代化与历史教科书》一文的反驳。德国之声（页面存档备份，存于）中時電子報[永久]
- 美國總統布什在飛往印度進行任內首次訪印之際，專機突然秘密降落阿富汗首府喀布爾附近的巴格蘭機場，並會晤阿富汗總統卡爾札伊。自由電子報中時電子報[永久]
- 德国在一只死猫体内检测到禽流感病毒。新华网（页面存档备份，存于）